# 勒弗雷讷波雷
勒弗雷讷波雷（法語：Le Fresne-Poret，法語發音：[lə fʁɛn pɔʁɛ]）是法国芒什省的一个市镇，属于阿夫朗什区。

## 地理
勒弗雷讷波雷（48°42'37"N, 0°49'47"W）面积10.08 平方千米，位于法国诺曼底大区芒什省，该省份为法国西北部沿海省份，西、北、东北三面环大西洋，东起顺时针与卡爾瓦多斯省、奧恩省、马耶讷省和伊勒-维莱讷省接壤。
与勒弗雷讷波雷接壤的市镇（或旧市镇、城区）包括：圣克里斯托夫-德绍略、热尔、苏尔德瓦勒。

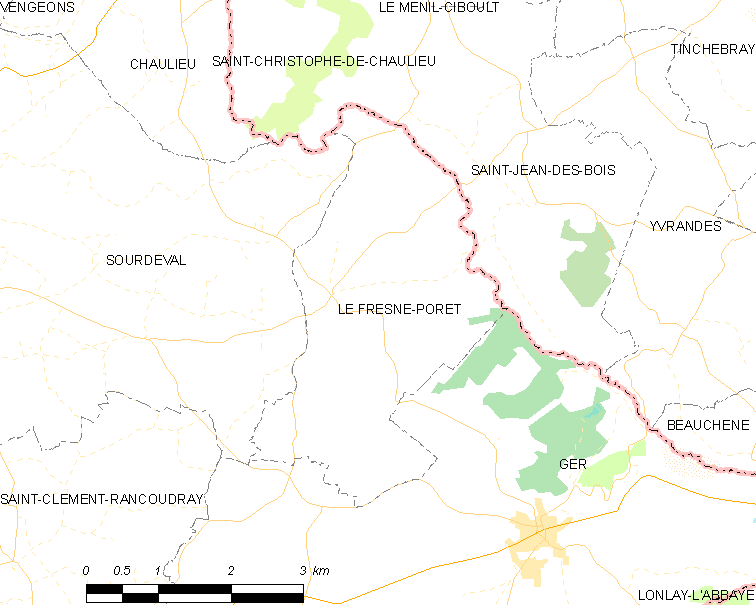
勒弗雷讷波雷的OSM定位图

勒弗雷讷波雷的时区为UTC+01:00、UTC+02:00（夏令时）。

## 行政
勒弗雷讷波雷的邮政编码为50850，INSEE市镇编码为50193。

## 政治
勒弗雷讷波雷所属的省级选区为勒莫尔泰奈县。

## 人口

1962-2008年间勒弗雷讷波雷人口变化图示

勒弗雷讷波雷于2022年1月1日时的人口数量为222人。